# Yolo County
Yolo County je okres ve státě Kalifornie v USA. K roku 2010 zde žilo 200 849 obyvatel. Správním městem okresu je Woodland. Celková rozloha okresu činí 2 649,3 km².

## Sousední okresy
| Růžice kompasu | Lake County   | Colusa County | Sutter County     | Růžice kompasu |
| Růžice kompasu | Napa County   | Sever         | Sacramento County | Růžice kompasu |
| Růžice kompasu | Napa County   | Yolo County   | Sacramento County | Růžice kompasu |
| Růžice kompasu | Napa County   | Jih           | Sacramento County | Růžice kompasu |
| Růžice kompasu | Solano County |               |                   | Růžice kompasu |